# Franse presidentsverkiezingen 2012
De Franse presidentsverkiezingen van 2012 waren de tiende presidentsverkiezingen, die in Frankrijk sinds de invoering van de Vijfde Republiek werden gehouden. De eerste ronde van deze verkiezingen werd op 22 april gehouden, de tweede ronde vond op 6 mei plaats.

## Kandidaten
Zittend president Nicolas Sarkozy (UMP) stelde zich opnieuw kandidaat voor deze verkiezingen. De andere kandidaten waren François Hollande (PS), Marine Le Pen (FN), François Bayrou (MoDem), Nicolas Dupont-Aignan (DLR), Éva Joly (EELV), Jacques Cheminade (Solidarité et Progrès SP) en de drie radicaal-linkse kandidaten Jean-Luc Mélenchon (PdG), Philippe Poutou (Nouveau Parti anticapitaliste NPA) en Nathalie Arthaud (LO).

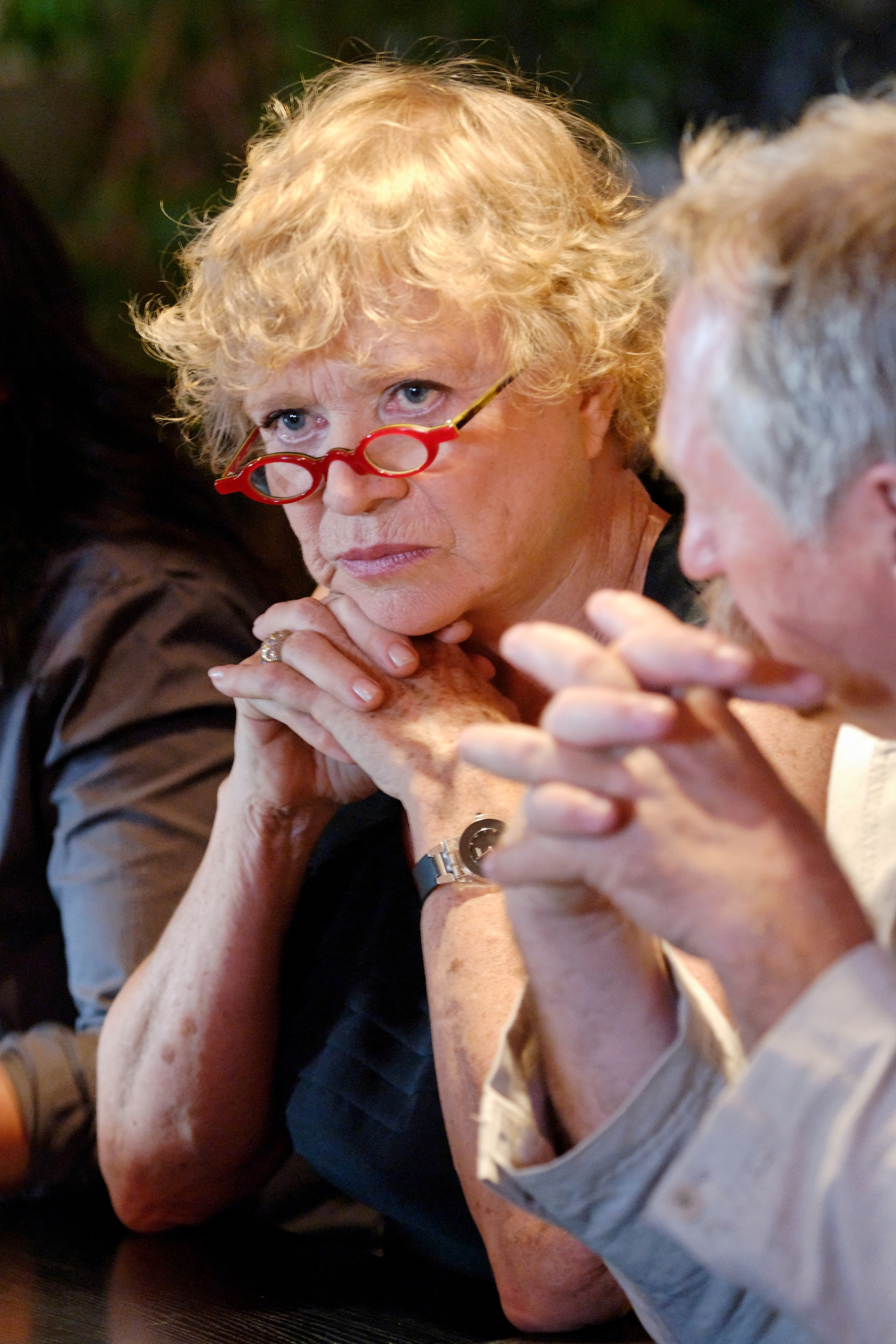
Eva Joly, EELV
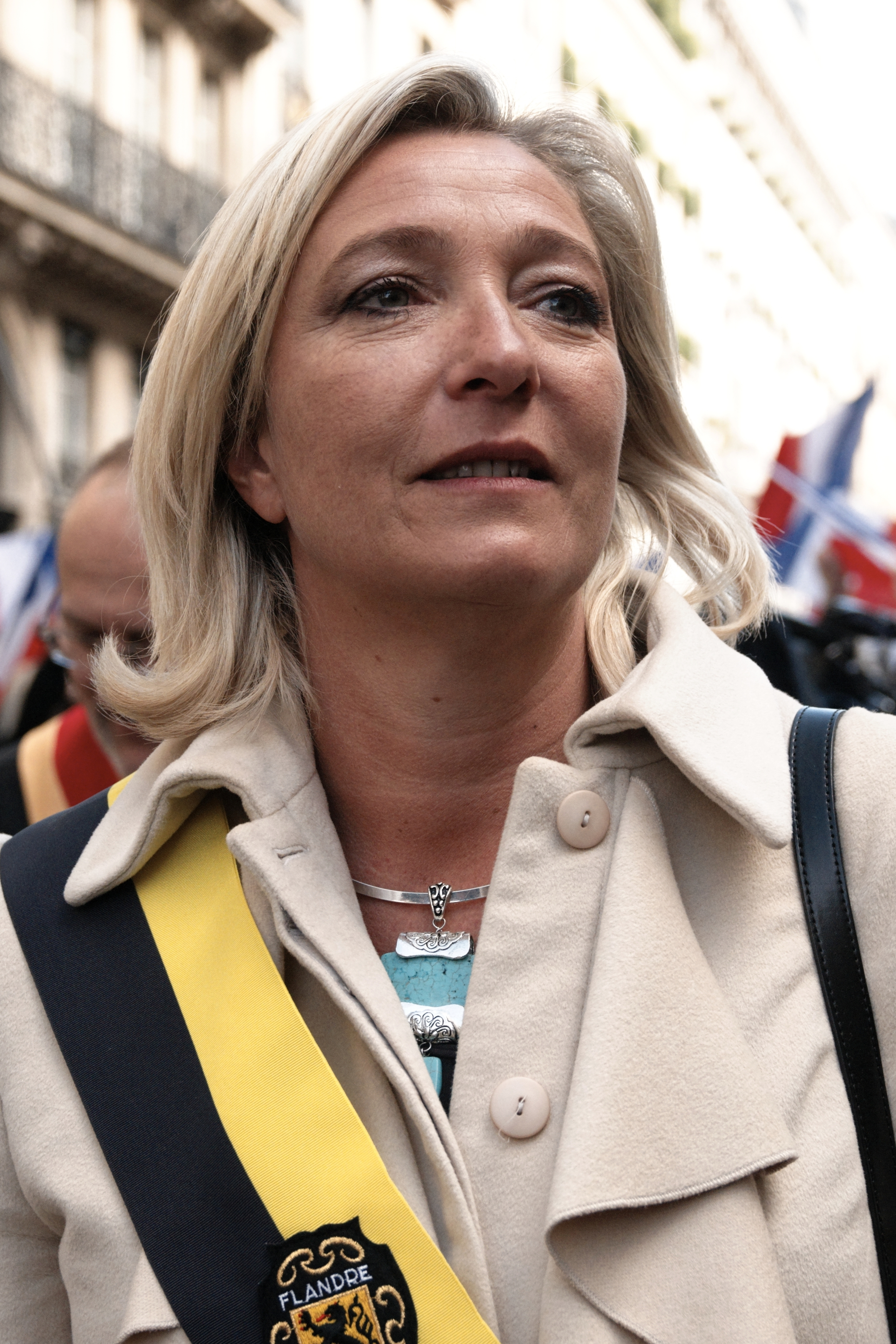
Marine Le Pen, FN
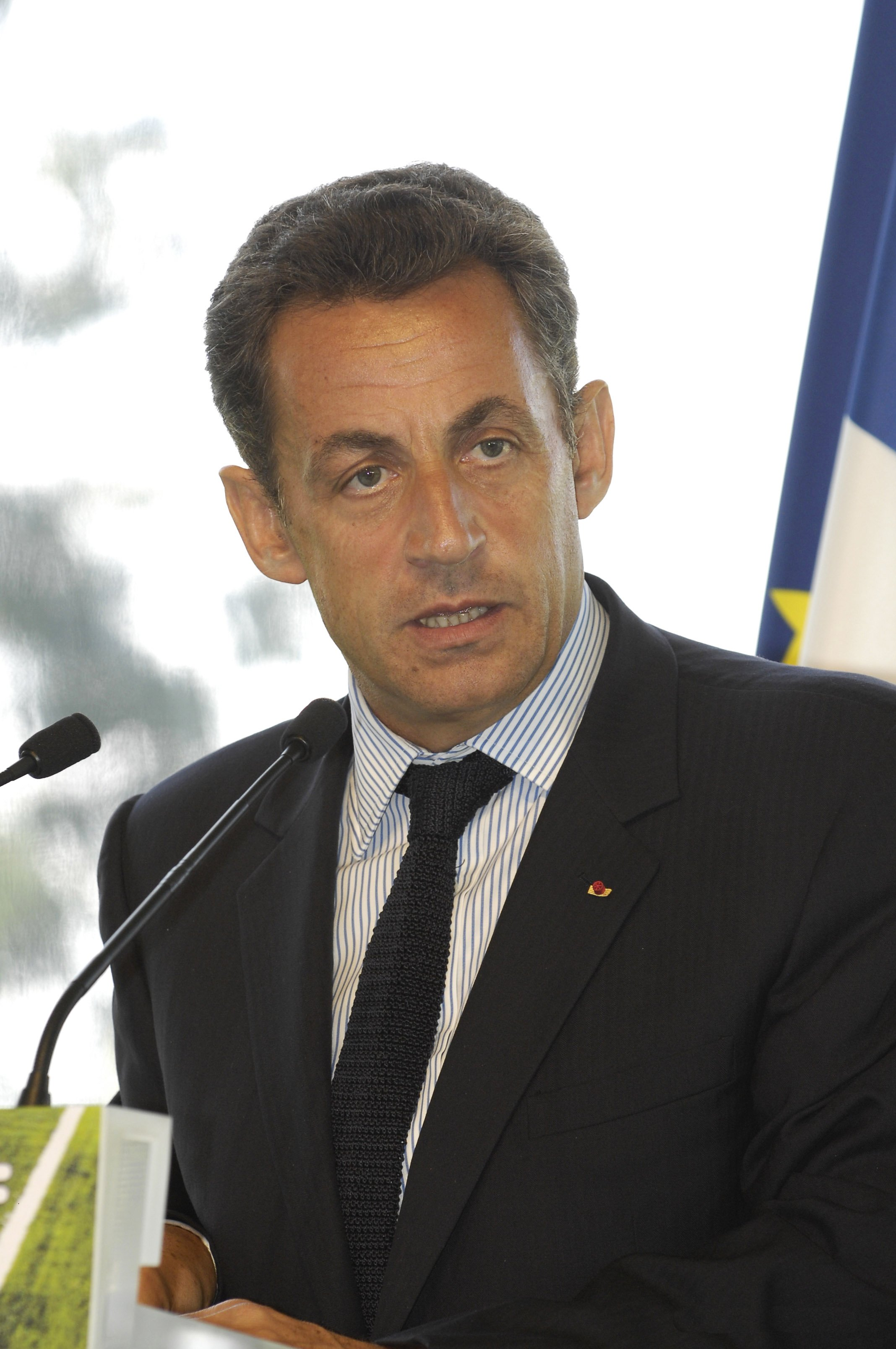
Nicolas Sarkozy, UMP
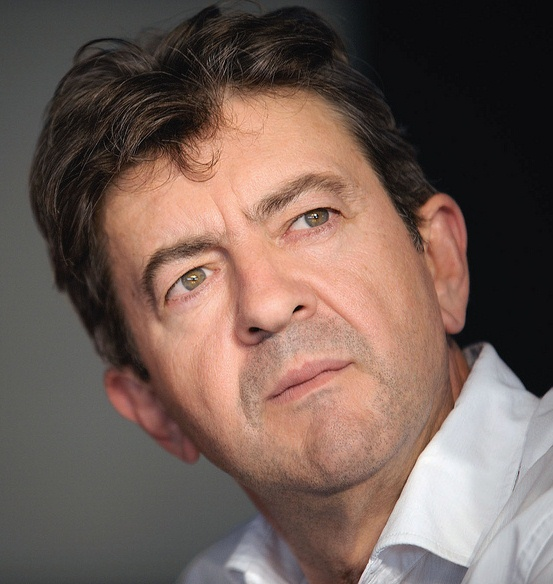
Jean-Luc Mélenchon, FdG
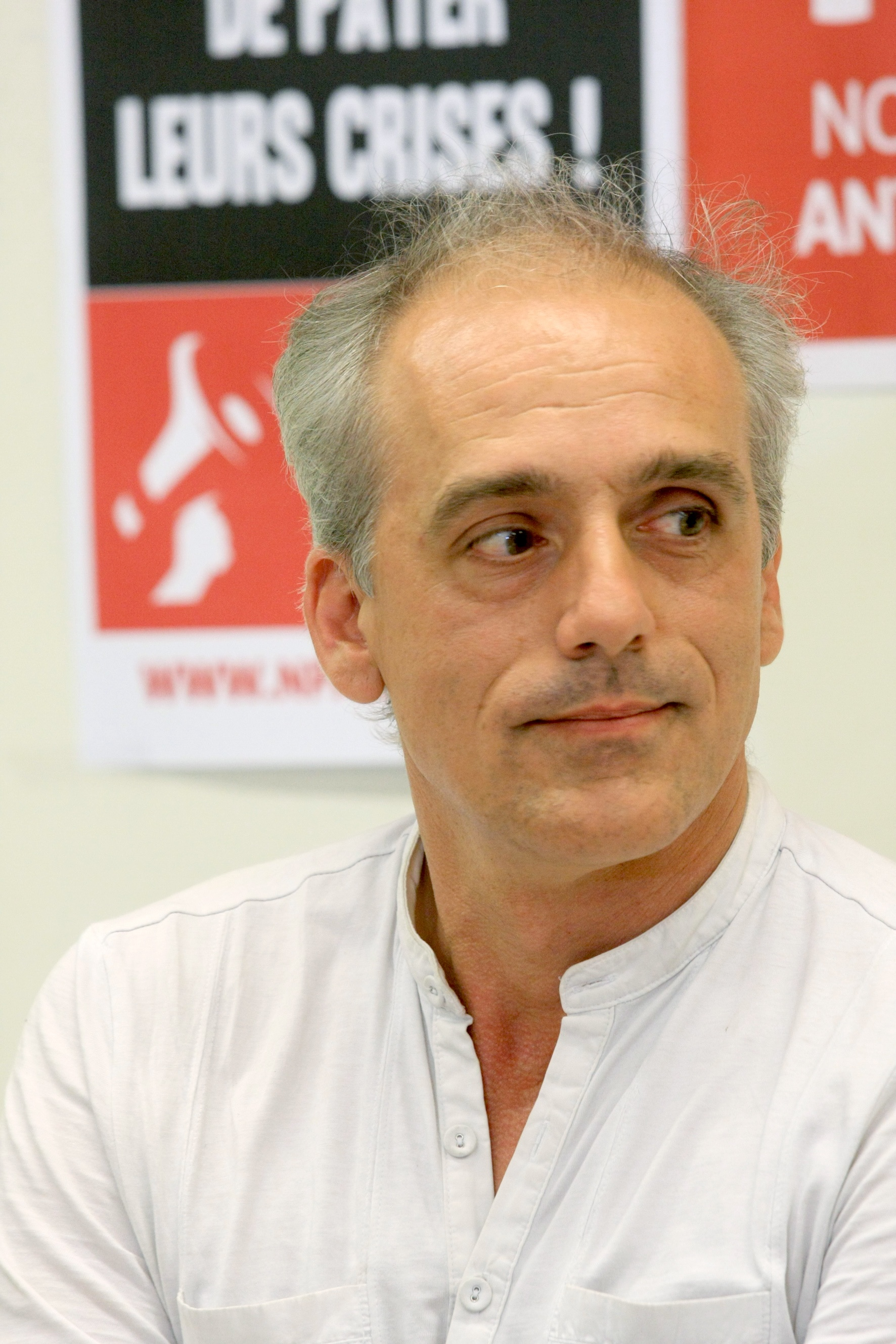
Philippe Poutou, NPA
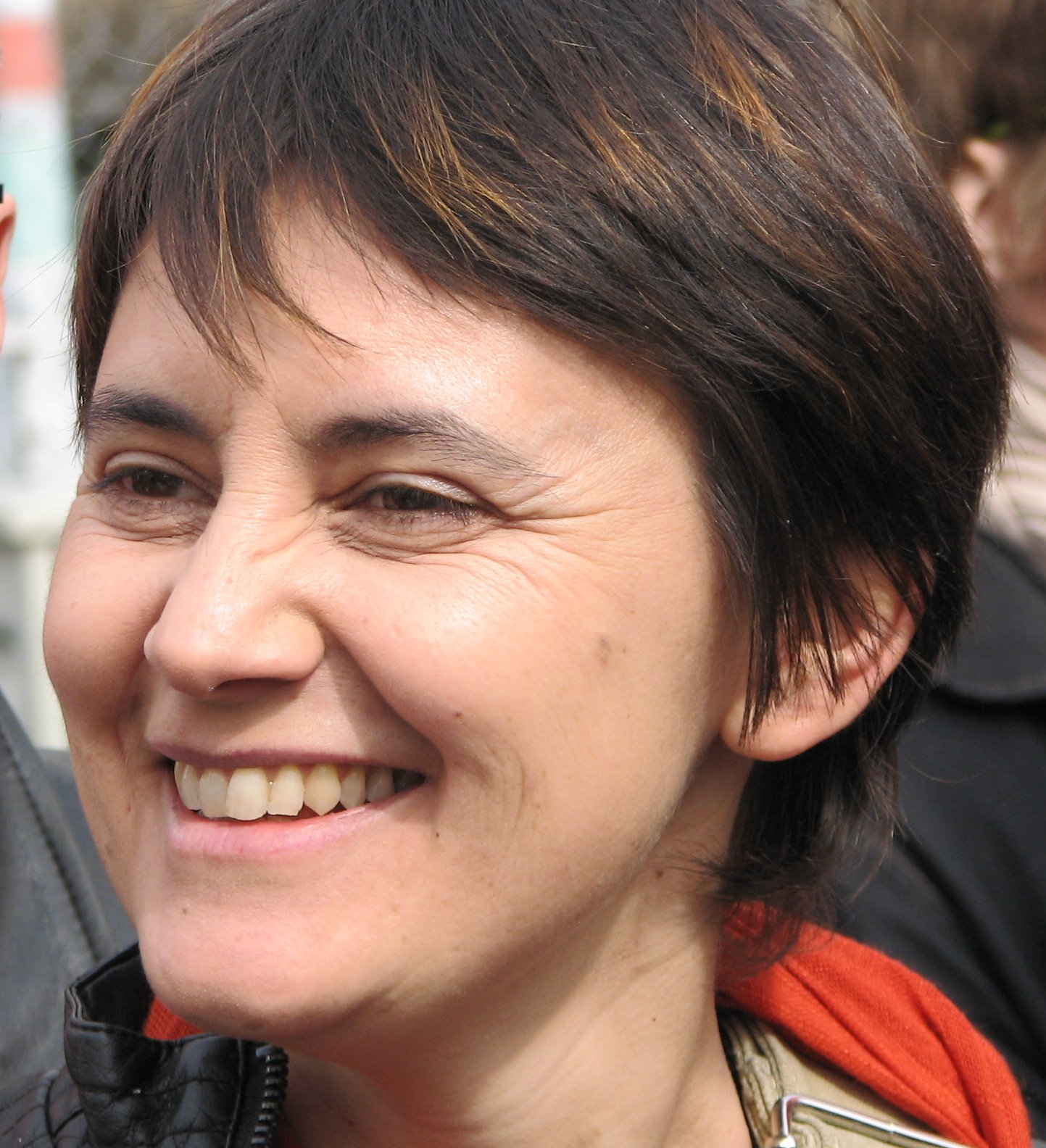
Nathalie Arthaud, LO
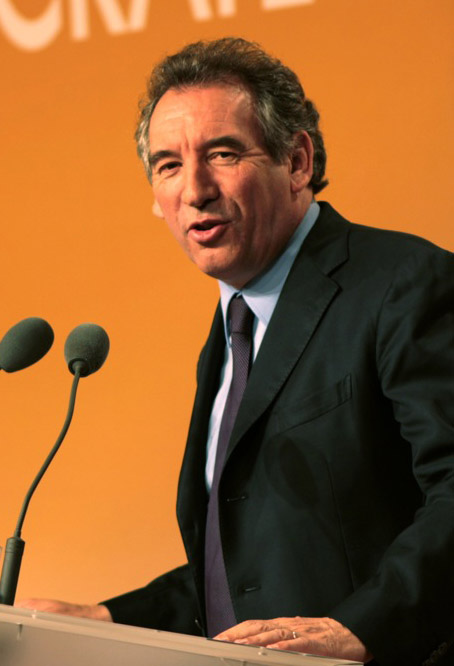
François Bayrou, MoDem
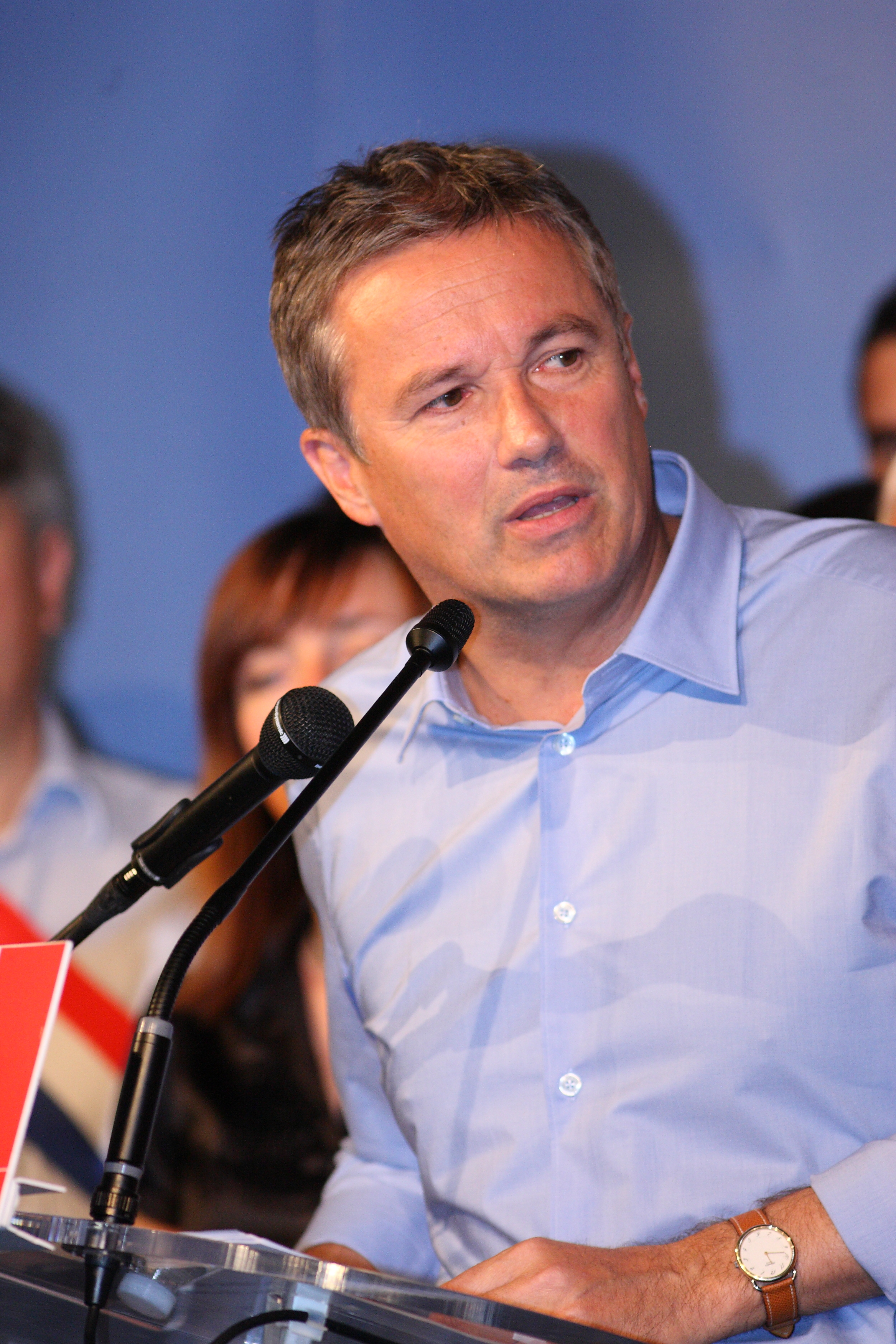
Nicolas Dupont-Aignan, DlR
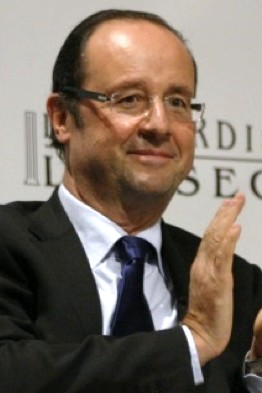
François Hollande, PS

## Opiniepeilingen
Sinds zijn nominatie in oktober 2011 stond François Hollande voortdurend bovenaan in de peilingen, maar nadat de officiële campagne was begonnen, werd zijn voorsprong kleiner. Rond eind maart 2012 begonnen de peilingen een kleine voorsprong te tonen voor de huidige president Nicolas Sarkozy, alhoewel Hollande zou winnen in een tweede ronde tussen hemzelf en Sarkozy, met een marge tussen 6 % en 10 %.

## Eerste ronde
De eerste ronde werd door de socialist François Hollande gewonnen, met 28,63 % van de stemmen. Zittend president Nicolas Sarkozy van de UMP haalde ook de tweede stemronde, met 27,18 % van de stemmen. Opvallend: het was voor het eerst sinds de oprichting van de Vijfde Republiek in 1958 dat de zittende president de eerste stemronde niet winnend wist af te sluiten. Marine Le Pen, leider van het Front National, haalde de derde plaats, met 17,90 % van de stemmen. Het was de hoogste score in de geschiedenis van de extreemrechtse partij. Zelfs in 2002, toen Jean-Marie Le Pen de tweede stemronde haalde, was het resultaat van de partij niet zo goed.

### Uitslag
| Kandidaat                 | Partij                            | Stemmen    | %       |
| ------------------------- | --------------------------------- | ---------- | ------- |
| François Hollande         | Parti socialiste                  | 10.273.480 | 28,63 % |
| Nicolas Sarkozy           | Union pour un Mouvement Populaire | 9.754.316  | 27,18 % |
| Marine Le Pen             | Front National                    | 6.421.802  | 17,90 % |
| Jean-Luc Mélenchon        | Front de Gauche                   | 3.985.089  | 11,10 % |
| François Bayrou           | Mouvement Démocrate               | 3.275.395  | 9,13 %  |
| Eva Joly                  | Europe Écologie-Les Verts         | 828.381    | 2,31 %  |
| Nicolas Dupont-Aignan     | Debout la République              | 644.043    | 1,79 %  |
| Philippe Poutou           | Nouveau Parti Anticapitaliste     | 411.182    | 1,15 %  |
| Nathalie Arthaud          | Lutte Ouvrière                    | 202.561    | 0,56 %  |
| Jacques Cheminade         | Solidarité et Progrès             | 89.552     | 0,25 %  |
| Totaal (opkomst: 79,47 %) |                                   | 35.885.801 | 100 %   |

## Tweede ronde
De tweede ronde vond plaats op zondag 6 mei 2012.

### Uitslag
| Kandidaat                 | Partij                            | Stemmen    | %       |
| ------------------------- | --------------------------------- | ---------- | ------- |
| François Hollande         | Parti socialiste                  | 18.000.438 | 51,67 % |
| Nicolas Sarkozy           | Union pour un Mouvement Populaire | 16.869.371 | 48,33 % |
| Totaal (opkomst: 80,34 %) |                                   | 34.869.809 | 100 %   |

François Hollande werd op 15 mei 2012 tot president van Frankrijk beëdigd.